# Dartmoor

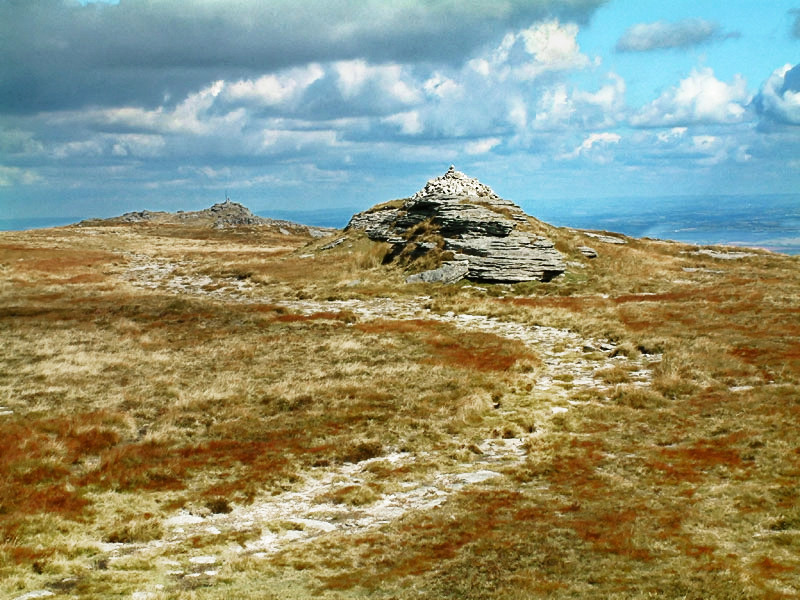
High Willhays

Dartmoor är en nationalpark i centrala delarna av grevskapet Devon i sydvästra England. Naturen består av olika typer av hedlandskap och nationalparken är 953 km² stor. Högsta punkten, High Willhays, är 621 meter vilket också är södra Englands högsta punkt. Dartmoor blev nationalpark 1951.

## Myter och legender
Det förekommer myter och legender om Dartmoor[källa behövs]
- Enligt myten ska det finnas "småfolk" på heden, naturväsen
- Spökhistorier berättar om en huvudlös ryttare och en stor svart hund
- Det finns många gravplatser på heden som anses hemsökta
- Det skall springa en panterliknande varelse i Dartmoor.[1]

### Stora åskovädret 1638
Under mässan den 21 oktober drabbades kyrkan Saint Pancras i Widecombe-in-the-Moor av en kulblixt som dödade fyra och skadade fler samt delvis förstörde byggnaden. Vittnesmålen är ett av de äldsta beskrivningarna av en kulblixt. Enligt en lokal legend var det djävulen som hämtade fyra personer som spelade kort i kyrkan. Enligt en annan legend hade spelaren Jan Reynolds, alternativt Bobby Read, ingått en pakt med djävulen. Enligt den skulle djävulen få spelarens själ om han någonsin somnade i kyrkan.

## Ägande

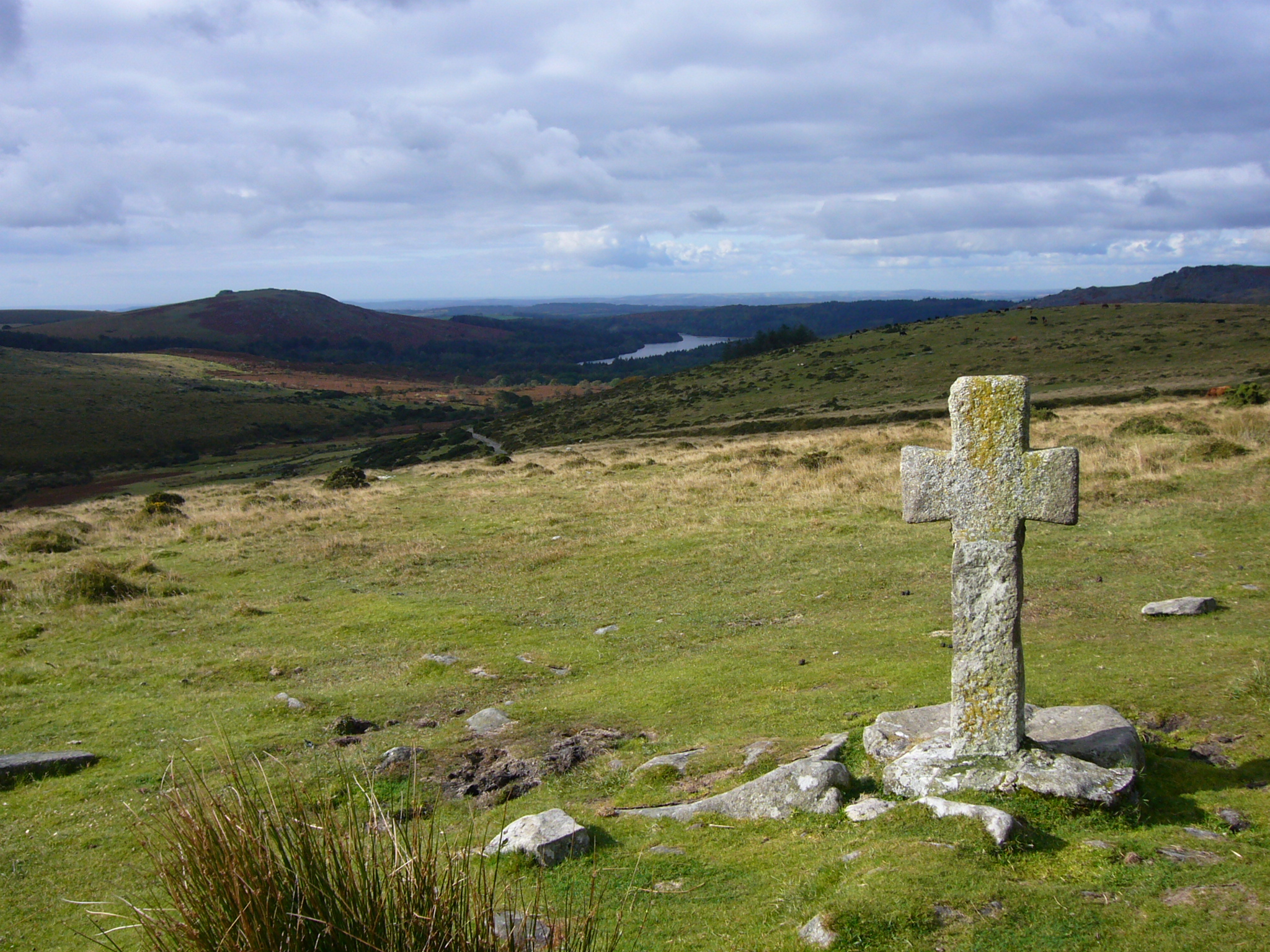
Överblick av landskapet.

Enligt brittisk lag kan nationalparker ägas privat men måste samtidigt vara öppna för allmänheten och det är förbjudet att exploatera området.
Över halva nationalparken (57,3%) är privat mark och en stor del av detta ägs av Hertigen av Cornwall. Försvarsministeriet äger 14%, 3,8% ägs av olika vattenföretag, 3,7% av National Trust, 1,8% av Forestry Commission och 1,4% av myndigheten för nationalparken.
Dartmoor skiljer sig en del från andra nationalparker i England och Wales, då stora delar av den genom en lag 1985 blev utnämnt till 'Access Land', helt utan restriktioner kring över vilka områden vandrare får röra sig. 2006 öppnades ytterligare områden av tidigare stängda områden för vandrare, något som har ifrågasatts mycket av nationalparkens styrelse och dess markägare.

## Militärt övningsområde
Den brittiska försvarsmakten använder 108,71 km² eller ca 11% av parken som övningsfält, mest för att lära soldater överlevnad. Detta sker dock på ett sätt så att inte naturen ska skadas. Själva garnisonen ligger inte i parken utan utanför staden Okehampton vid nationalparkens norra gräns. Övningsfältet är öppet för civila så länge det inte är övning.
Den militära närvaron har långa traditioner. Redan i kriget mot Napoleon I hade man träningsläger här.

## Fängelset

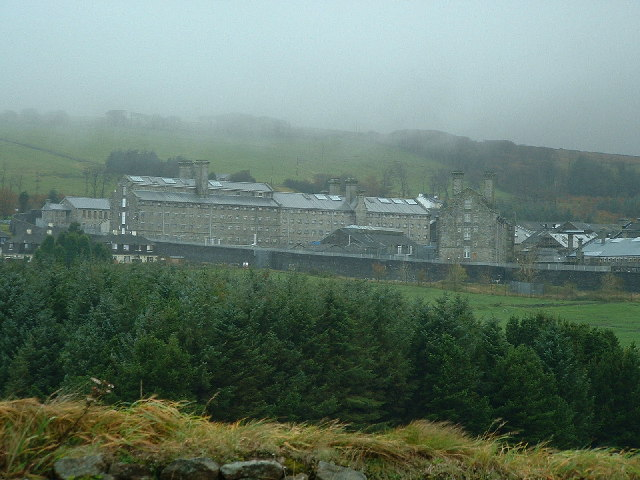
HM Prison Dartmoor

Dartmoor prison har funnits sen 1806 och byggdes ursprungligen för krigsfångar, men är numer ett vanligt fängelse.

## Dartmoorponnyn
Ponnyrasen Dartmoorponny härstammar från Dartmoor och har levt i halvvilt tillstånd på hedarna i århundraden. I fångenskap används Dartmoorponnyn ofta som ridhäst för barn.